# یودی‌اف ۴۲۳

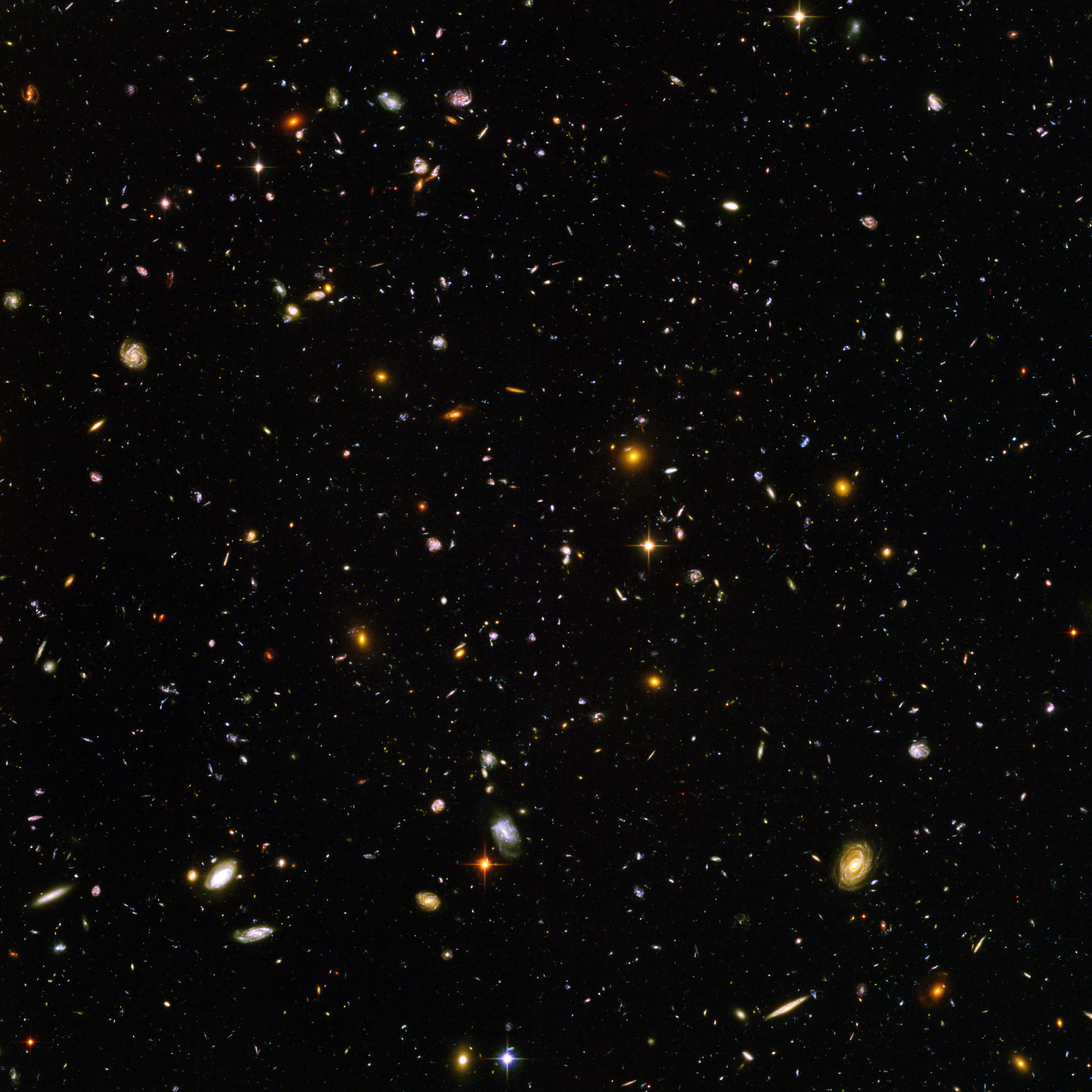
یودی‌اف ۴۲۳ کهکشان مارپیچی در ربع پایین سمت راست زمینه فراژرف هابل است.

یودی‌اف ۴۲۳ (انگلیسی: UDF 423) شناسهٔ زمینهٔ فراژرف هابل (UDF) برای یک کهکشان مارپیچی دوردست است. یودی‌اف ۴۲۳ با قدر ظاهری ۲۰، یکی از درخشان‌ترین کهکشان‌ها در زمینهٔ فراژرف هابل است و همچنین یکی از بزرگ‌ترین قدرهای ظاهری در زمینهٔ فراژرف هابل محسوب می‌شود.